# Скир
Скир (др.-греч. Σκιρὰς) — персонаж древнегреческой мифологии. Прорицатель, пришел в Элевсин из Додоны. Основал древний храм Афины Скирады в Фалере. По его имени названа местность Скиры в Аттике, священный обряд скирофории и месяц скирофорион. Обряд скирофорий сравнивают с фесмофориями. В древности и Саламин назывался «Скирадой». Жил на Саламине, у него Тесей, отплывая на Крит, взял кормчего Навсифоя и помощника кормчего Феака, а в числе подростков был Менест, внук Скира. Предполагается, что имена Скир и Скирон восходят к первоначально единому персонажу.